# レオナルド・スピナッツォーラ
レオナルド・スピナッツォーラ（Leonardo Spinazzola, 1993年3月25日 - ）は、イタリア・ウンブリア州ペルージャ県フォリーニョ出身のサッカー選手。SSCナポリ所属。イタリア代表。ポジションはディフェンダー。

## 経歴

### クラブ
ACシエーナの下部組織出身で、2010年にユヴェントスFCのプリマヴェーラにレンタル移籍した。2012年6月にユヴェントスが保有権の半分を40万ユーロで買い取った。
2012年7月にセリエBのエンポリFCにフィリッポ・ボニペルティと共にレンタル移籍した。2012年9月1日のノヴァーラ戦でリーグ初出場を果たし、プロデビューした。9月15日、ASリヴォルノ・カルチョ戦でプロ初ゴールを挙げた。エンポリでは7試合の出場に留まり、レンタル契約は半年で打ち切られ、2013年1月にSSヴィルトゥス・ランチャーノ1924にレンタル移籍した。ランチャーノでは、3試合に出場したが全て途中出場だった。
2013年8月10日、古巣のACシエーナにレンタル移籍した。ACシエーナでは、定期的に出場機会を得て、24試合1ゴールの成績を残した。2014年6月、ユヴェントスとACシエーナで共同保有契約が更新されたが、7月にACシエーナが破産したことでユヴェントスは無償で残りの保有権を獲得した。
2014年8月11日にセリエAのアタランタBCにレンタル移籍した。8月23日、コッパ・イタリアのACピサ1909戦で移籍後初出場を果たし、この試合でゴールも挙げた。8月31日、エラス・ヴェローナ戦でセリエAデビューを果たしたが、リーグ戦の出場は2試合に留まった。
その後、ヴィチェンツァ、ペルージャへのレンタル移籍を経て、2016年7月7日に再びアタランタBCにレンタル移籍した。ジャン・ピエロ・ガスペリーニの元でレギュラーに定着し、クラブの4位躍進に貢献した。
2018-19シーズンより、ユヴェントスFCに復帰。背番号はアタランタ時代と同じ37番。2018-19シーズンの前半戦は負傷により出場が無かったが、2019年1月12日、コッパ・イタリアのボローニャFC戦でユヴェントスでの初出場を果たした。3月12日、UEFAチャンピオンズリーグのアトレティコ・マドリード戦でチャンピオンズリーグデビューを果たすと、チームも3-0で勝利し、逆転での準々決勝進出を決めた。
2019年7月1日、ASローマに移籍金2950万ユーロで移籍し、4年間の契約を締結した。この移籍と同時にルカ・ペッレグリーニがASローマからユヴェントスFCに移籍した。2020年1月、マッテオ・ポリターノとのトレードによるインテル・ミラノへの移籍に近づいたが、インテルがスピナッツォーラのフィジカルコンディションに満足しなかった為、最終的に交渉が決裂しローマに残留した。

### 代表
2017年3月28日、オランダ代表との親善試合でイタリア代表デビューを果たした。
2021年のUEFA EURO 2020ではグループリーグ初戦のトルコ戦と決勝トーナメント1回戦のオーストリア戦でマン・オブ・ザ・マッチに選出される活躍を披露した。しかし、準々決勝のベルギー戦で左足アキレス腱断裂の重傷を負い、代表チームを離脱した。なお、イタリア代表はその後も勝ち進み、最終的に53年振りのユーロ優勝を果たしている。スピナッツォーラは準々決勝までの活躍を評価され、大会ベストイレブンに選出された。

## 個人成績
| クラブ         | シーズン | リーグ  | リーグ戦 | リーグ戦 | カップ戦 | カップ戦 | 国際大会 | 国際大会 | その他 | その他 | 合計 | 合計 |
| クラブ         | シーズン | リーグ  | 出場     | 得点     | 出場     | 得点     | 出場     | 得点     | 出場   | 得点   | 出場 | 得点 |
| -------------- | -------- | ------- | -------- | -------- | -------- | -------- | -------- | -------- | ------ | ------ | ---- | ---- |
| エンポリ       | 2012-13  | セリエB | 7        | 1        | 1        | 0        | -        | -        | 0      | 0      | 8    | 1    |
| エンポリ       | 通算     | 通算    | 7        | 1        | 1        | 0        | -        | -        | 0      | 0      | 8    | 1    |
| ランチャーノ   | 2012-13  | セリエB | 3        | 0        | 0        | 0        | -        | -        | 0      | 0      | 3    | 0    |
| ランチャーノ   | 通算     | 通算    | 3        | 0        | 0        | 0        | -        | -        | 0      | 0      | 3    | 0    |
| シエーナ       | 2013-14  | セリエB | 24       | 1        | 2        | 0        | -        | -        | 0      | 0      | 26   | 1    |
| シエーナ       | 通算     | 通算    | 24       | 1        | 2        | 0        | -        | -        | 0      | 0      | 26   | 1    |
| アタランタ     | 2014-15  | セリエA | 2        | 0        | 3        | 1        | -        | -        | 0      | 0      | 5    | 1    |
| アタランタ     | 通算     | 通算    | 2        | 0        | 3        | 1        | -        | -        | 0      | 0      | 5    | 1    |
| ヴィチェンツァ | 2014-15  | セリエB | 10       | 0        | 0        | 0        | -        | -        | 0      | 0      | 10   | 0    |
| ヴィチェンツァ | 通算     | 通算    | 10       | 0        | 0        | 0        | -        | -        | 0      | 0      | 10   | 0    |
| ペルージャ     | 2015-16  | セリエB | 34       | 0        | 2        | 0        | -        | -        | 0      | 0      | 36   | 0    |
| ペルージャ     | 通算     | 通算    | 34       | 0        | 2        | 0        | -        | -        | 0      | 0      | 36   | 0    |
| アタランタ     | 2016-17  | セリエA | 30       | 0        | 2        | 0        | -        | -        | 0      | 0      | 32   | 0    |
| アタランタ     | 2017-18  | セリエA | 18       | 0        | 1        | 0        | 6        | 0        | 0      | 0      | 25   | 0    |
| アタランタ     | 通算     | 通算    | 48       | 0        | 3        | 0        | 6        | 0        | 0      | 0      | 57   | 0    |
| ユヴェントス   | 2018-19  | セリエA | 10       | 0        | 1        | 0        | 1        | 0        | 0      | 0      | 12   | 0    |
| ユヴェントス   | 通算     | 通算    | 10       | 0        | 1        | 0        | 1        | 0        | 0      | 0      | 12   | 0    |
| ローマ         | 2019-20  | セリエA | 24       | 1        | 0        | 0        | 8        | 1        | 0      | 0      | 32   | 2    |
| ローマ         | 2020-21  | セリエA | 27       | 2        | 1        | 0        | 11       | 0        | 0      | 0      | 39   | 2    |
| ローマ         | 通算     | 通算    | 51       | 3        | 1        | 0        | 19       | 1        | 0      | 0      | 71   | 4    |
| 総通算         | 総通算   | 総通算  | 189      | 5        | 13       | 1        | 26       | 1        | 0      | 0      | 228  | 7    |

## タイトル

### クラブ
ユヴェントスFC
- セリエA： (2018-19)
- スーペルコッパ・イタリアーナ： (2018)

ASローマ
- UEFAヨーロッパカンファレンスリーグ : (2021-22)

### 代表
イタリア代表
- UEFA欧州選手権： (2021)

### 個人
- UEFA EURO 2020大会ベストイレブン : 2021

## 所属クラブ
- ユヴェントスFC 2012-2019

→ エンポリFC 2012-2013 (loan)
→ SSヴィルトゥス・ランチャーノ1924 2013 (loan)
→ ACシエーナ 2013-2014 (loan)
→ アタランタBC 2014-2015 (loan)
→ ヴィチェンツァ・カルチョ 2015 (loan)
→ ペルージャ・カルチョ 2015-2016 (loan)
→ アタランタBC 2016-2018(loan)
- ASローマ 2019-2024